# Escalada Ciclista a Montjuic
A Escalada a Montjuic era uma competição ciclista disputada na Catalunha durante o mês de outubro, na serra de Montjuïc em Barcelona. A partir de 2005 era organizada como corrida de categoria 1.2 incluida no UCI Europe Tour. Desde 2007, a corrida já não é disputada.
A corrida dos elites era dividida em duas etapas. A primeira etapa era um critério que consistia em cinco voltas a um circuito de cinco quilómetros. A segunda etapa era um contrarrelógio individual a subir o monte Montjuïc, que normalmente tinha cerca de 10 kms. Eddy Merckx, com seis triunfos, é o ciclista que mais vezes tem ganhado a prova, seguido de Marino Lejarreta, que o fez em cinco ocasiões.

## Palmarés
| Ano  | Vencedor            | Segundo                      | Terceiro                         |
| 1965 | Federico Bahamontes | Julio Jiménez                | Joaquin Galera e Antonio Karmany |
| 1965 | Raymond Poulidor    | Federico Bahamontes          | Joaquin Galera                   |
| 1966 | Eddy Merckx         | Ferdinand Bracke             | Lucien Aimar                     |
| 1967 | Raymond Poulidor    | Joaquin Galera               | Felice Gimondi                   |
| 1968 | Raymond Poulidor    | Luis Ocaña                   | Joaquin Galera                   |
| 1969 | Gianni Motta        | Felice Gimondi               | Luis Ocaña                       |
| 1970 | Eddy Merckx         | Luis Ocaña                   | Joaquim Agostinho                |
| 1971 | Eddy Merckx         | Agustín Tamames              | Luis Ocaña                       |
| 1972 | Eddy Merckx         | Gonzalo Aja                  | Antonio Martos                   |
| 1973 | Jesús Manzaneque    | José Pesarrodona             | Luis Ocaña                       |
| 1974 | Eddy Merckx         | Antonio Martos               | Vicente López Carril             |
| 1975 | Eddy Merckx         | Joop Zoetemelk               | José Martins                     |
| 1976 | Michel Pollentier   | Joop Zoetemelk               | Joaquim Agostinho                |
| 1977 | Bernard Thévenet    | José Enrique Cima            | Francisco Galdos                 |
| 1978 | Michel Pollentier   | Eulalio Garcia               | Vicente Belda                    |
| 1979 | Claude Criquielion  | Pedro Vilardebo              | Joop Zoetemelk                   |
| 1980 | Marino Lejarreta    | Antonio Coll                 | José Luis Laguía                 |
| 1981 | Joop Zoetemelk      | Pedro Muñoz Machín Rodríguez | Alberto Fernández                |
| 1982 | Marino Lejarreta    | Joop Zoetemelk               | Pedro Muñoz Machín Rodríguez     |
| 1983 | Marino Lejarreta    | Sean Kelly                   | Pedro Muñoz Machín Rodríguez     |
| 1984 | Claude Criquielion  | José Luis Laguía             | Iñaki Gastón                     |
| 1985 | Vicente Belda       | Claude Criquielion           | Joop Zoetemelk                   |
| 1986 | Vicente Belda       | Laurent Fignon               | Pedro Delgado                    |
| 1987 | Álvaro Pino         | Joop Zoetemelk               | Vicente Belda                    |
| 1988 | Marino Lejarreta    | Álvaro Pino                  | Vicente Belda                    |
| 1989 | Erik Breukink       | Marino Lejarreta             | Pedro Delgado                    |
| 1990 | Marino Lejarreta    | Eric Van Lancker             | Iñaki Gastón                     |
| 1991 | Oliverio Rincón     | Joaquin Llach                | Erik Breukink                    |
| 1992 | Alex Zülle          | Tony Rominger                | Oliverio Rincón                  |
| 1993 | Maurizio Fondriest  | Claudio Chiappucci           | Oliverio Rincón                  |
| 1994 | Tony Rominger       | Claudio Chiappucci           | Félix García Casas               |
| 1995 | Claudio Chiappucci  | Mauro Gianetti               | Francesco Casagrande             |
| 1996 | Fabian Jeker        | Mauro Gianetti               | Daniel Clavero                   |
| 1997 | Laurent Jalabert    | Alex Zülle                   | Daniel Clavero                   |
| 1998 | Fabian Jeker        | Abraham Olano                | Melchor Mauri                    |
| 1999 | Andrei Zintchenko   | Melchor Mauri                | Miguel Martin Perdiguero         |
| 2000 | Fabian Jeker        | José Luis Rubiera            | Óscar Freire                     |
| 2001 | Joaquim Rodríguez   | Joseba Beloki                | Óscar Sevilla                    |
| 2002 | Joseba Beloki       | Félix García Casas           | Manuel Beltrán                   |
| 2003 | Iván Gutiérrez      | Santiago Pérez               | Joaquim Rodríguez                |
| 2004 | Samuel Sánchez      | Roberto Laiseka              | Joaquim Rodríguez                |
| 2005 | Samuel Sánchez      | Carlos Sastre                | Joaquim Rodríguez                |
| 2006 | Igor Antón          | Alberto Losada               | Joaquim Rodríguez                |
| 2007 | Daniel Moreno       | Samuel Sánchez               | Carlos Sastre                    |

## Estatísticas
Vitórias por nações :
1. Espanha : 17
2. Bélgica : 10
3. França : 5
4. Suíça  : 5
5. Itália : 3
6. Países Baixos : 2
7. Colômbia : 1
8. Rússia : 1